# 그레고리 제이컵스

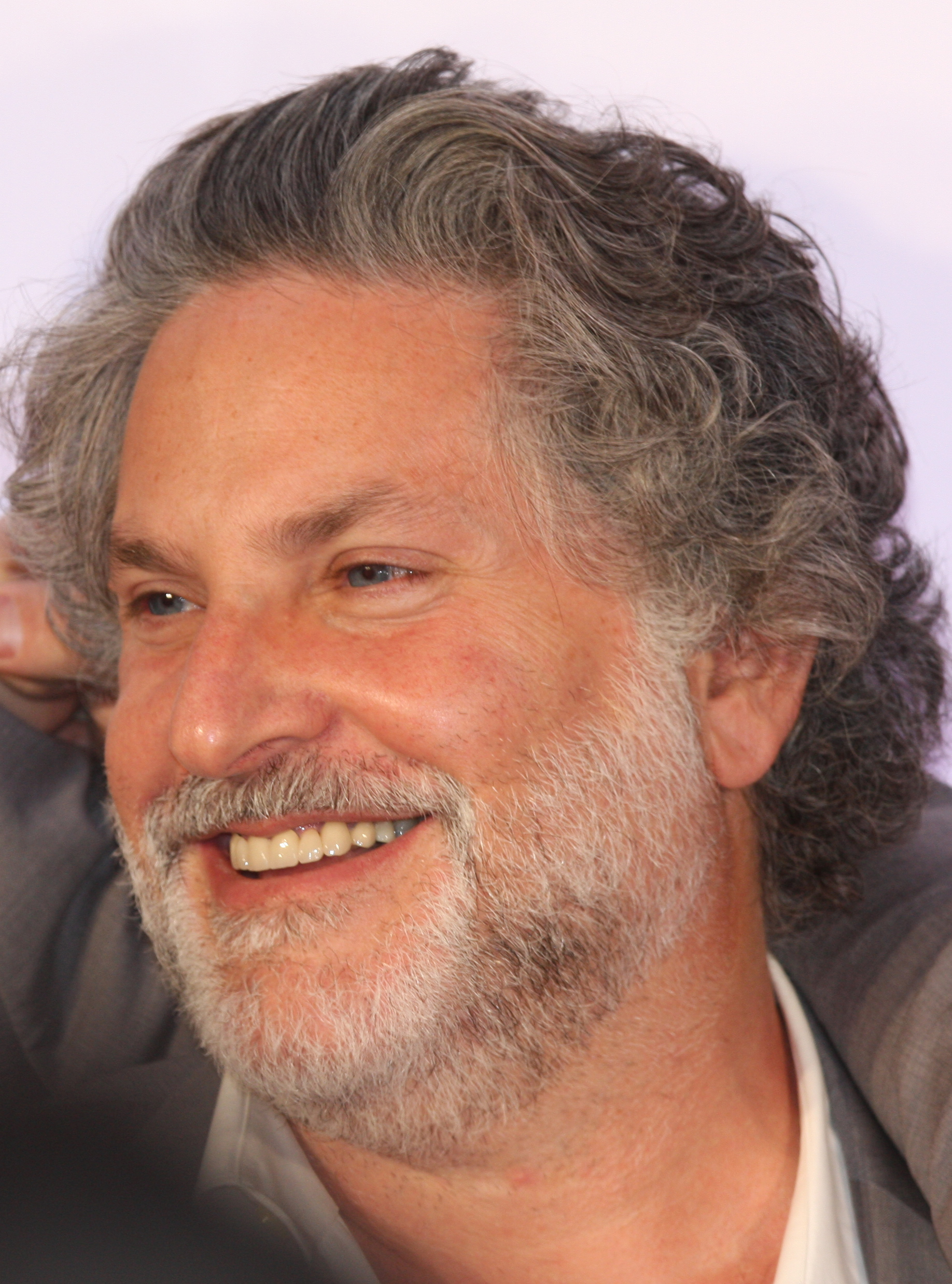

그레고리 제이컵스(Gregory Jacobs, 1968년 8월 14일 ~ )는 미국의 영화 감독, 조감독, 제작자, 각본가이다.
뉴저지주 해링턴파크에서 태어나 자랐다.

## 참여 작품

### 영화
- 튠 인 투모로우 (1990)
- 밀러스 크로싱 (1990)
- 나이트메어 6: 프레디 죽다 (1991)
- 꼬마 천재 테이트 (1991)
- 론리 하트 (1991)
- 심플 맨 (1992)
- 리틀 킹 (1993)
- 아마추어 (1994)
- 비포 선라이즈 (1995)
- 아이 포 아이 (1996)
- 뉴튼 보이즈 (1998)
- 굿바이 러버 (1998)
- 표적 (1998)
- 에린 브로코비치 (2000)
- 프라이스 오브 글로리 (2000)
- 트래픽 (2000)
- 오션스 일레븐 (2001)
- 풀 프론탈 (영화)
- 솔라리스 (2002)
- 에로스 (2004)
- 오션스 트웰브 (2004)
- 버블 (2005)
- 굿 저먼 (2006)
- 오션스 13 (2007)
- 윈드 칠 (2007)
- 체 게바라 (2008)
- 더 걸프렌드 익스피어리언스 (2009)
- 인포먼트 (2009)
- 컨테이젼 (2011)
- 헤이와이어 (2011)
- 매직 마이크 (2012)
- 사이드 이펙트 (2013)
- 쇼를 사랑한 남자 (2013)
- 엣지 오브 투모로우 (2014)
- 매직 마이크 XXL (2015)
- 블랙웨이 (2015)
- 로건 럭키 (2017)
- 시크릿 세탁소 (2019)
- 도그 (2022)

### 텔레비전
- 더 닉 (2014-15)